# Mount Ubique
Mount Ubique ist ein 935 m hoher Berg in der antarktischen Ross Dependency. In der Surveyors Range ragt er 6 km südlich des Hermitage Peak auf.
Teilnehmer der von 1960 bis 19961 durchgeführten Kampagne der New Zealand Geological Survey Antarctic Expedition (1960–1961) benannten ihn nach dem Motto „Ubique“ (lateinisch für „überall“) der Royal Engineers.